# Главные плоскости объектива
Гла́вные пло́скости объекти́ва — пара условных сопряженных плоскостей, расположенных перпендикулярно оптической оси, для которых линейное увеличение равно единице. То есть линейный объект в этом случае равен по величине своему изображению и одинаково с ним направлен относительно оптической оси.
К действию этих условных плоскостей, содержащих в себе точки пересечения лучей, как бы входящих в систему и выходящих из неё, можно свести действие всех преломляющих поверхностей. Такое допущение позволяет заменять фактический ход световых лучей в реальных линзах условными линиями, что очень упрощает расчёты оптической системы.
Различают переднюю {\displaystyle H} и заднюю {\displaystyle H'} главные плоскости. В задней главной плоскости объектива сосредоточено действие оптической системы при прохождении света в прямом направлении (от объекта съёмки к фотоматериалу). Положение главных плоскостей зависит от формы линзы и типа фотообъектива: они могут лежать внутри оптической системы, впереди её и сзади.